# مسجد بازار مساح
 مسجد بازار مساح  یکی از مساجد تاریخی ومعماری بندر لنگه واقع در بخش مرکزی شهرستان بندر لنگه و از نقاط دیدنی استان هرمزگان در جنوب ایران است.
«مسجد بازار مساح» در ضلع شمال شرقی «بازار مساح» واقع شده‌است، ویکی از مساجد قدیمی شهرستان بندر لنگه است. گویند این مسجد توسط فردی از شیوخ القواسم به نام شیخ قضیب القاسمی در سال ۱۱۲۲ هجری قمری ساخته شده‌است. مسجد دارای تزیینات گچبری زیبا، با نقاشی اطراف ستون‌های بزرگ و دایره شکل، بنای این مسجد برسنک معماری قدیم و سقف بغدادی می‌باشد. این مسجد چند بار مرمت شده‌است، در آخرین تعمیر و بازسازی مناره و محراب و منبری جدید و زیبا به مسجد اضافه نموده‌اند.